# 赞悉若
噶尔·赞聂多布（藏語：གར་བརྩན་སྙ་ལྡོམ་པུ，威利转写：gar brtsan snya ldom pu，THL：Gar Tsenye Dompu，？—685年），是吐蕃帝国早期的一位政治、军事人物。汉文史料作赞悉若，是藏语“བཙན་སྙ”（brtsan snya）的音译。
赞聂多布出身噶尔氏家族，是噶尔·东赞域松（禄东赞）的长子。667年，东赞域松在吐谷浑病逝，大贡论一职空缺。芒松芒赞召集群臣推荐新任大贡论的人选。群臣皆推荐韦·松囊（藏語：དབའས་སུས་སྣང་།）出任此职，但芒松芒赞认为赞聂多布更合适，便任命赞聂多布为大相。另外新设副相之职，以松囊担任。不久松囊死去，赞聂多布独揽大权。
当时，吐蕃与唐朝正在围绕西域地区进行激烈的争夺，吐蕃攻占了唐朝的安西四镇。673年，赞聂多布和噶尔·钦陵赞卓（论钦陵）一起主持集会，制定整治牧区的大法令。冬季，召集青壮年户丁以充实军队。唐朝趁此机会出兵西域，于676年完全收复安西四镇。赞聂多布率兵联合西突厥前往征讨。不过就在此时，芒松芒赞突然去世，年幼的赤都松赞继位，国内政局不稳。赞聂多布闻讯，立即率兵归国平叛。
685年，赞聂多布与另一位重臣噶尔·芒辗达乍布（藏語：མགར་མང་ཉེན་སྟག་ཙབ།）发生严重对立，最后在蘇毗河边兵戎相见，赞聂多布被杀。旋即钦陵赞卓率兵平叛，芒辗达乍布自政坛上消失。钦陵赞卓被赤都松赞任命为大贡论。